# Martin Schippert
«  Tino (rocker) » redirige ici. Pour les autres significations, voir Tino.
 (décembre 2023).
Martin Schippert, surnommé Tino, né le 1er mai 1946 et mort à Tutilimundi (Bolivie) en 1981, est un halbstarker[Quoi ?], rocker et témoin de la période post-68. Il fonde le premier groupe Hells Angels suisse.
Tino est une source d'inspiration pour Friedrich Dürrenmatt; Sergius Golowin les a rendus célèbres.

## Biographie
Martin Schippert grandit dans un milieu aisé, au Zürichberg. En raison de problèmes de santé, il doit aller au Kindererholungsheim de Celerina. Il n'est pas un bon élève.
Il suit un apprentissage de matelot sur le Rhin. Il passe l’examen intermédiaire sans problèmes.
Tino fonde les Rächer Basel, un groupe « Halbstarken ». Mais ils ne durent pas longtemps. Il devient membre du club Rächer zurichois, qu’il rebaptise Revengers. Tino devient leur leader en 1966.
En 1965, Tino est victime d'un grave accident, mais il n'abandonne pas pour autant la moto, ce qui est considéré dans son milieu comme le « test des motards ».
Le groupe est renommé Lone-Stars. Tino est condamné pour de multiples délits à un an et demi de prison. Il est libéré début 1968.
Dans une crise personnelle (probablement), il quitte sa fonction de chef des Lone-Stars. Mais pendant un voyage de voiture, il est subitement inspiré, lorsque quelqu’un lui fait la lecture de Freewheelin Frank (la biographie d’un Hells Angel).
Les Lone Stars veulent fonder un groupe « Hells Angels ». Le groupe prend le nom de Hells Angels - Lone-Stars sans permission. Selon un membre important des Hells Angels d'Oakland, ils ne peuvent pas s’approprier cette appellation sans permission, doivent partir aux États-Unis passer un temps d’examen comme prospects (aspirants), qu'ils réussissent.
Plus tard, Tino doit fuir à cause des délits et viols commis par le groupe. Au réveillon 1971, il est à Beyrouth, où il visite les camps de réfugiés palestiniens. Tino et son amie se cachent à Athènes. Le 19 novembre 1972, Tino revient en Suisse. Mais Tino doit fuir. Il se rend au Liban puis dans d'autres pays, comme le Brésil et la Bolivie et expérimente diverses activités : chercheur d’or, contrebandier de diamants et de haschich.
En 1981, il meurt à Tutilimundi en Bolivie, dans des circonstances mal éclaircies.